# Bidford-on-Avon
Koordinaten: 52° 10′ N, 1° 51′ W
Bidford-upon-Avon [ˌbɪtfərd əˌpɒn ˈeɪvən] ist eine Gemeinde in der englischen Grafschaft Warwickshire. Bidford-upon-Avon liegt südlich von Birmingham, zählt 5.830 Einwohner (2011) und ist Teil des Distrikts Stratford-on-Avon. 

## Geschichte
Als Furt weist der Name auf die Stelle hin, an der in römischer Zeit und auch noch im Mittelalter die sog. Ryknield Street den Avon querte. 
Als Querung ist heute die Bidford Bridge, eine Steinbrücke mit acht Bögen, aus dem 15. Jahrhundert erhalten, die immer noch für den Verkehr offensteht. Sie ist als Grade I-Denkmal geschützt.

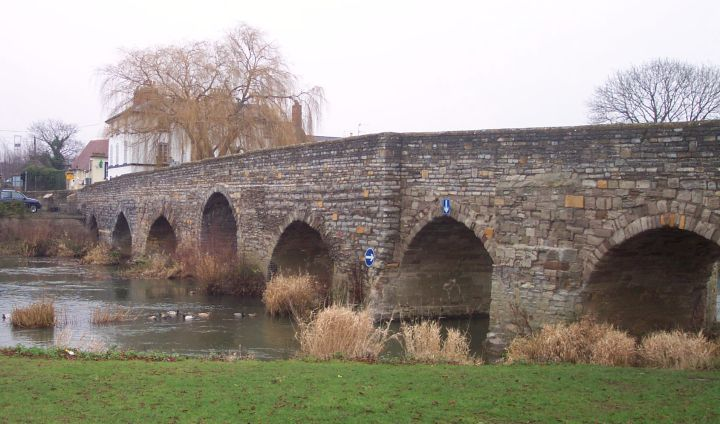
Bidford Bridge
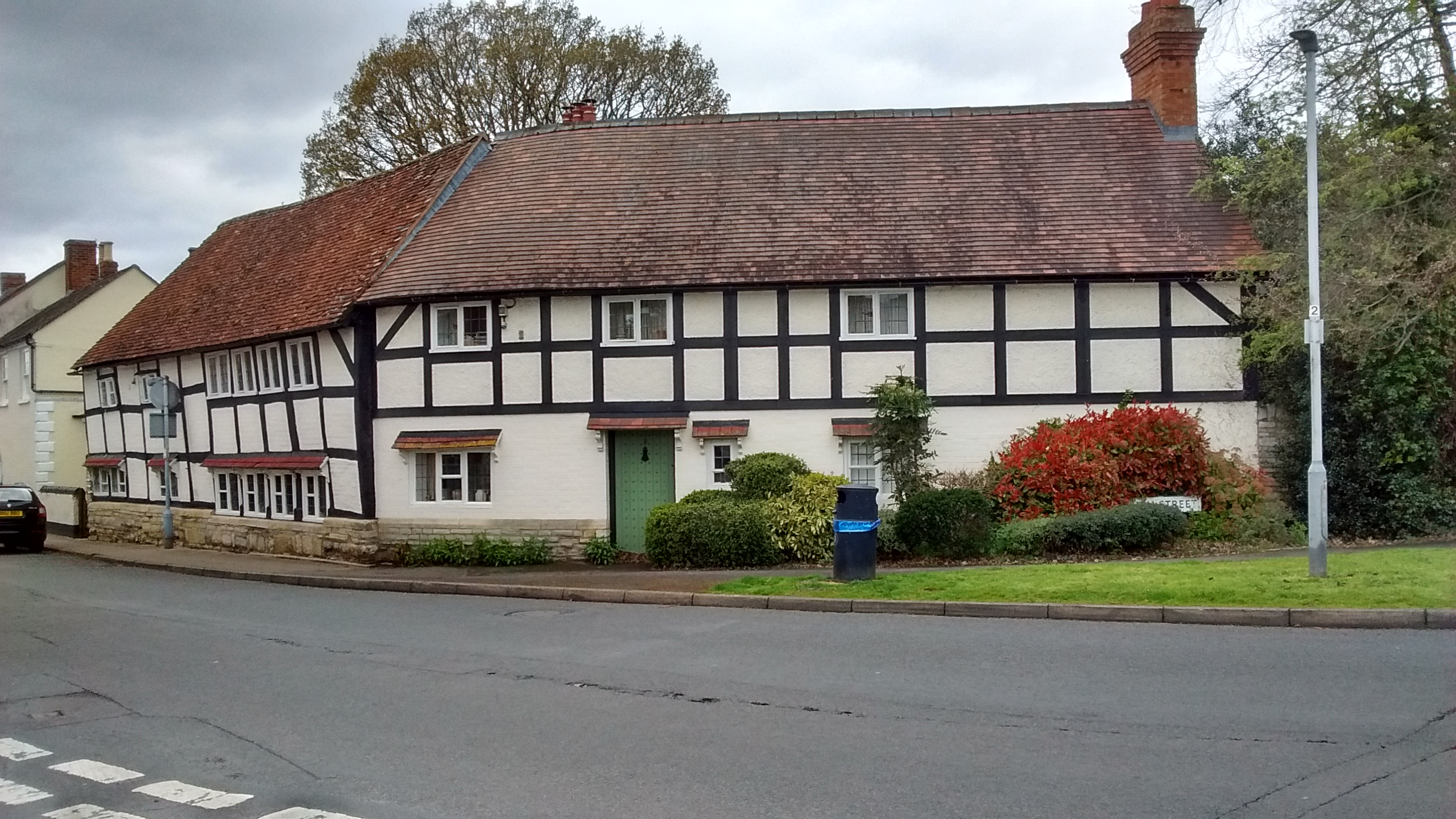
Fachwerkhaus in der High Street
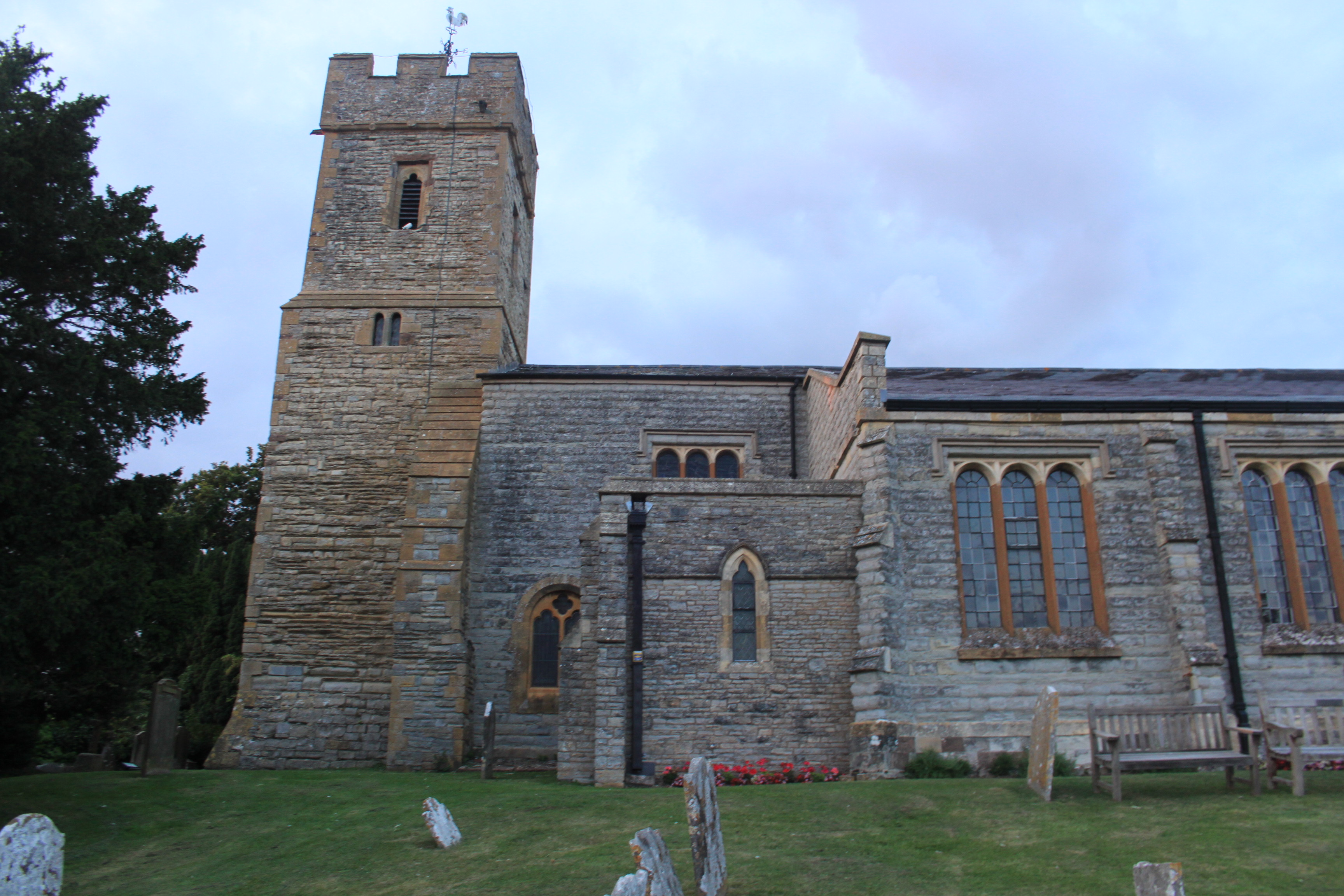
Laurentiuskirche von Bidford-upon-Avon

## Verkehr
Am westlichen Rand des Gemeindegebiets führt die A46 road entlang. Die frühere Bahnstrecke der Stratford-upon-Avon, Towcester und Midland Junction Railway existiert schon seit Ende der 1940er Jahre nicht mehr. 

## Partnerstädte
Mit der deutschen Gemeinde Ebsdorfergrund in Hessen besteht seit 1980 eine Partnerschaft.

## Söhne und Töchter der Stadt
- Barbara Comyns (1907–1992), Künstlerin und Schriftstellerin